# The Love Album (альбом Westlife)
The Love Album — восьмой студийный альбом ирландской поп-группы Westlife, вышедший в 2006 году. Заголовок альбома целиком и полностью отражает его наполнение — «The Love Album» является сборником кавер-версий популярных песен о любви. Диск дебютировал на первой строчке хит-парада Соединённого Королевства с показателем 219 662 проданных экземпляров, опередив музыкальные компиляции от таких сильных конкурентов, как Oasis с альбомом «Stop The Clocks», The Beatles — «Love» и U2 — «18 Singles». Общие продажи нового релиза ирландской поп-группы в Великобритании перешагнули отметку в один миллион экземпляров.

## Об альбоме
Первым и единственным синглом с нового альбома стала композиция «The Rose» (№ 1 в британском хит-параде), в оригинале исполненная американской певицей Бетт Мидлер. Песня «Total Eclipse of the Heart» первоначально планировалась как второй сингл, но его выпуск впоследствии был отменен. Впрочем, она получила активную ротацию на филиппинских радиостанциях, достигнув 5 строчки местных Airplay чартов. Песни «You Light Up My Life» and «All or Nothing» отметились в британских Download чартах, а «All Out Of Love» (дуэт с Дельтой Гудрем) и «Nothing’s Gonna Change My Love For You» впоследствии вышли на Филиппинах в качестве промосинглов на радио.
В марте 2007 года в странах юго-восточной Азии вышло специальное двухдисковое Deluxe-издание альбома, включавшее в себя эксклюзивный трек «Butterfly Kisses», а также 5 композиций, ранее выпускавшихся в качестве Би-сайдов в предыдущих синглах группы.
Мировые продажи «The Love Album» составили 3 миллиона экземпляров.

## Список композиций
| № п/п | Название                               | Авторы                                          | Продолжительность | Оригинальный исполнитель |
| ----- | -------------------------------------- | ----------------------------------------------- | ----------------- | ------------------------ |
| 1     | The Rose                               | Amanda McBroom                                  | 3:39              | Бетт Мидлер              |
| 2     | Total Eclipse of the Heart             | Jim Steinman                                    | 6:57              | Бонни Тайлер             |
| 3     | All Out of Love                        | Graham Russell, Russell Hitchcock, Clive Davis  | 3:44              | Air Supply               |
| 4     | You Light Up My Life                   | Joe Brooks                                      | 3:27              | Дебби Бун                |
| 5     | Easy                                   | Lionel Richie                                   | 4:26              | The Commodores           |
| 6     | You Are So Beautiful (To Me)           | Billy Preston, Dennis Wilson, Bruce Fisher      | 3:03              | Билли Престон            |
| 7     | Have You Ever Been in Love             | Andy Hill, Peter Sinfield, John Danter          | 3:41              | Gem                      |
| 8     | Love Can Build a Bridge                | John Barlow Jarvis, Naomi Judd, Paul Overstreet | 3:55              | The Judds                |
| 9     | The Dance                              | Anthony Arata                                   | 3:58              | Гарт Брукс               |
| 10    | All or Nothing                         | Steve Mac, Wayne Hector                         | 3:56              | O-Town                   |
| 11    | You’ve Lost That Loving Feeling        | Phil Spector, Barry Mann, Cynthia Weil          | 3:25              | The Righteous Brothers   |
| 12    | Solitaire                              | Neil Sedaka, Phil Cody                          | 5:07              | The Carpenters           |
| 13    | Nothing’s Gonna Change My Love For You | Michael Masser, Gerry Goffin                    | 3:47              | Джордж Бенсон            |

Песни «Solitaire» и «Nothing’s Gonna Change My Love For You» вошли только в японское издание альбома.

## Asian Deluxe Edition
Азиатское Deluxe-издание альбома содержит бонусный компакт-диск, включающий следующие треки:

### Список композиций
| № п/п | Название                                                       | Авторы                       | Продолжительность | Оригинальный исполнитель |
| ----- | -------------------------------------------------------------- | ---------------------------- | ----------------- | ------------------------ |
| 1     | Butterfly Kisses                                               | Bob Carlisle, Randy Thomas   | 5:38              | Боб Карлайл              |
| 2     | Nothing’s Gonna Change My Love For You                         | Michael Masser, Gerry Goffin | 3:47              | Джордж Бенсон            |
| 3     | If                                                             | David Gates                  | 2:42              | Bread                    |
| 4     | Solitaire                                                      | Neil Sedaka, Phil Cody       | 5:07              | The Carpenters           |
| 5     | Still Here                                                     | Steve Mac, Wayne Hector      | 3:51              | Westlife                 |
| 6     | Total Eclipse Of The Heart (Sunset Strippers Remix Radio Edit) | Jim Steinman                 | 3:48              | Бонни Тайлер             |

## Синглы
| № п/п | Обложка  | Название/ Дата релиза  | Трек-лист | Примечание | Позиция в чартах    | Позиция в чартах | Позиция в чартах | Позиция в чартах | Позиция в чартах |
| № п/п | Обложка  | Название/ Дата релиза  | Трек-лист | Примечание | Флаг Великобритании | Флаг Ирландии    | Флаг Швеции      | Флаг Швейцарии   | Флаг Австрии     |
| ----- | -------- | ---------------------- | --- | --- | ------------------- | ---------------- | ---------------- | ---------------- | ---------------- |
| 1     | The Rose | The Rose 6 ноября 2006 | CD 1 1. The Rose — 3:40 2. Solitaire — 5:07 CD 2 1. The Rose — 3:40 2. Nothing’s Gonna Change My Love for You — 3:47 3. If — 2:42 4. Making Of The Photoshoot (Enhancement) | Первый и единственный сингл с альбома «The Love Album» стал для Westlife четырнадцатой композицией, возглавившей UK Singles Chart, что позволило группе сравнятся по этому показателю с Клиффом Ричардом. Ирландские музыканты впервые исполнили «The Rose» на шоу Мисс Мира 2006 30 сентября 2006 года. | 1                   | 1                | 4                | 85               | 67               |

## Позиция в чартах
| Страна         | Высшая позиция в чарте | Продажи    | Сертификация |
| -------------- | ---------------------- | ---------- | ------------ |
| Великобритания | 1                      | 1,000,000+ | 3× Платина   |
| Европа         | 5                      | 1,200,000+ | Платина      |
| Израиль        | 1                      |            | -            |
| Ирландия       | 1                      | 150,000+   | 10× Платина  |
| Норвегия       | 1                      |            | -            |
| Филиппины      | 1                      | 60,000+    | 3× Платина   |
| Южная Корея    | 1                      | 40,000+    | Платина      |
| Новая Зеландия | 2                      | 50,000+    | 3× Платина   |
| Швеция         | 3                      | 30,000+    | Золото       |
| Аргентина      | 5                      |            |              |
| Гонконг        | 5                      |            | -            |
| Китай          | 5                      |            | -            |
| Кипр           | 8                      |            | -            |
| Австралия      | 11                     | 70,000+    | Платина      |
| Германия       | 34                     |            | -            |
| Нидерланды     | 49                     |            | -            |
| Швейцария      | 27                     |            | -            |
| Австрия        | 49                     |            | -            |